# El Monte, California
El Monte este un oraș rezidențial, industrial și comercial din județul Los Angeles, California, Statele Unite. Orașul se află în Valea San Gabriel, la est de orașul Los Angeles.
Sloganul lui El Monte este „Bine ați venit la Friendly El Monte” și istoric este cunoscut sub numele de „Sfârșitul traseului Santa Fe”. La recensământul din 2010, orașul avea o populație totală de 113.475, în scădere de la 115.965 la recensământul din 2000. Începând din 2019, El Monte era cel de-al 54-lea cel mai mare oraș din California.

El Monte este situat între râurile San Gabriel și Rio Hondo; o zonă mlăștinoasă aproximativ unde se află acum zona de recreere a barajului Santa Fe.
1. ↑   https://www.ci.el-monte.ca.us/599/Jessica-Ancona, accesat în 27 mai 2022 Lipsește sau este vid: |title= (ajutor)
2. ↑  Recensământul Statelor Unite ale Americii din 2010, accesat în 9 iulie 2020